# Svenska serien i ishockey 1937/1938
Svenska serien i ishockey 1937/1938 var tredje säsongen av Svenska serien som högsta serie inom ishockey i Sverige. Karlberg och Mariefred var nykomlingar vilket innebar att Sörmland för första gången var representerade med tre lag. I toppen var stod det mellan AIK och Hammarby där AIK för andra året i rad vann och gick obesegrade genom serien. I Sverige spred sig ishockeyn över landet Medelpadsserien med bland annat Östrands IF, Wifstavarvs IK, GIF Sundsvall och Heffners IF samt Västmanlandsserien (med bland annat Västerås SK som återstartat ishockeysektonen) startades upp. I Södertälje gick en lokal serie in under Svenska Ishockeyförbundet och fick namnet Södertäljeserien medan Eskilstunaserien bytte namn till Sörmlandsserien. I Norrbotten hölls distriktsmästerskap för första gången. I Uppsala spelades en turnering mellan fem lag som fick status som Stockholmsserien Klass V. Den 27 mars stängde Lindarängens ispalats för gott. Rören var i för dåligt skick och det fanns inte pengar att restaurera dem. Sverige stod nu helt utan konstfrusna banor. Totalt hade nio arenor använts i seriespel, förutom ispalatset var det Östermalms IP, Kristinebergs IP, Hammarby IP, Alvik, Södertälje IP och Mariefred samt två nya banor: Hjorthagens IP respektive Skuru IP.

## Poängtabell
| Nr | Lag           | S  | V  | O | F  | GM | IM | MS  | P  |
| -- | ------------- | -- | -- | - | -- | -- | -- | --- | -- |
| 1  | AIK           | 14 | 13 | 1 | 0  | 47 | 7  | +40 | 27 |
| 2  | Hammarby IF   | 14 | 11 | 2 | 1  | 39 | 8  | +31 | 24 |
| 3  | IK Göta       | 14 | 9  | 1 | 4  | 27 | 14 | +13 | 19 |
| 4  | Södertälje SK | 14 | 5  | 1 | 8  | 12 | 24 | −12 | 11 |
| 5  | Södertälje IF | 14 | 5  | 0 | 9  | 20 | 26 | −6  | 10 |
| 6  | Karlbergs BK  | 14 | 4  | 1 | 9  | 17 | 25 | −8  | 9  |
| 7  | IFK Mariefred | 14 | 3  | 1 | 10 | 10 | 44 | −34 | 7  |
| 8  | Tranebergs IF | 14 | 1  | 3 | 10 | 7  | 31 | −24 | 5  |